# Participantes do Giro de Itália de 2017
Estes são as 22 equipas e os 197 ciclistas que disputaram o Giro d'Italia de 2017. A Astana Pro Team formou com oito corredores devido à morte de Michele Scarponi e não lhe substituir a modo de homenagem ficando sem atribuir o dorsal 21.
O dorsal 108, desde 2012 não é atribuído a nenhum ciclista como homenagem póstumo ao falecido ciclista belga Wouter Weylandt.
A seguinte tabela mostra a lista dos participantes, a posição final da cada um e no caso de abandono, a etapa na qual deixaram de participar
| Bahrain-Merida                         | Bahrain-Merida                         | Bahrain-Merida                         | FDJ                                   | FDJ                                   | FDJ                                   | Team Lotto NL-Jumbo                  | Team Lotto NL-Jumbo                  | Team Lotto NL-Jumbo                  |
| -------------------------------------- | -------------------------------------- | -------------------------------------- | ------------------------------------- | ------------------------------------- | ------------------------------------- | ------------------------------------ | ------------------------------------ | ------------------------------------ |
| 1                                      | Vincenzo Nibali                        | 3º                                     | 81                                    | Thibaut Pinot                         | 4º                                    | 161                                  | Steven Kruijswijk                    | NP 20ª                               |
| 2                                      | Valerio Agnoli                         | 110º                                   | 82                                    | William Bonnet                        | NP 16ª                                | 162                                  | Enrico Battaglin                     | 64º                                  |
| 3                                      | Manuele Boaro                          | 74º                                    | 83                                    | Matthieu Ladagnous                    | 97º                                   | 163                                  | Victor Campenaerts                   | R 16ª                                |
| 4                                      | Enrico Gasparotto                      | 76º                                    | 84                                    | Tobias Ludvigsson                     | 85º                                   | 164                                  | Twan Castelijns                      | 130º                                 |
| 5                                      | Javier Moreno                          | EX 4ª                                  | 85                                    | Rudy Molard                           | 44º                                   | 165                                  | Stef Clement                         | 23º                                  |
| 6                                      | Franco Pellizotti                      | 21º                                    | 86                                    | Steve Morabito                        | 53º                                   | 166                                  | Martijn Keizer                       | 116º                                 |
| 7                                      | Luka Pibernik                          | 100º                                   | 87                                    | Sébastien Reichenbach                 | 15º                                   | 167                                  | Bram Tankink                         | R 19ª                                |
| 8                                      | Kanstantsín Siutsou                    | 35º                                    | 88                                    | Jérémy Roy                            | 73º                                   | 168                                  | Jurgen Van Den Broeck                | 91º                                  |
| 9                                      | Giovanni Visconti                      | R 20ª                                  | 89                                    | Benoît Vaugrenard                     | 103º                                  | 169                                  | Jos van Emden                        | 117º                                 |
| Director desportivo: Gorazd Stangelj   | Director desportivo: Gorazd Stangelj   | Director desportivo: Gorazd Stangelj   | Director desportivo: Yvon Madiot      | Director desportivo: Yvon Madiot      | Director desportivo: Yvon Madiot      | Director desportivo: Nico Verhoeven  | Director desportivo: Nico Verhoeven  | Director desportivo: Nico Verhoeven  |
| Ag2r La Mondiale                       | Ag2r La Mondiale                       | Ag2r La Mondiale                       | Gazprom-RusVelo                       | Gazprom-RusVelo                       | Gazprom-RusVelo                       | Team Sky                             | Team Sky                             | Team Sky                             |
| 11                                     | Domenico Pozzovivo                     | 6º                                     | 91                                    | Sergey Firsanov                       | 96º                                   | 171                                  | Mikel Landa                          | 17º                                  |
| 12                                     | Julien Bérard                          | 131º                                   | 92                                    | Pavel Brutt                           | 134º                                  | 172                                  | Philip Deignan                       | 37º                                  |
| 13                                     | François Bidard                        | 39º                                    | 93                                    | Alexander Foliforov                   | 40º                                   | 173                                  | Kenny Elissonde                      | R 16ª                                |
| 14                                     | Clément Chevrier                       | 81º                                    | 94                                    | Dmitry Kozontchuk                     | 145º                                  | 174                                  | Michał Gołaś                         | 141º                                 |
| 15                                     | Hubert Dupont                          | 19º                                    | 95                                    | Sergey Lagutin                        | 157º                                  | 175                                  | Sebastián Henao                      | 33º                                  |
| 16                                     | Ben Gastauer                           | 29º                                    | 96                                    | Ivan Rovny                            | 119º                                  | 176                                  | Vasil Kiryienka                      | 102º                                 |
| 17                                     | Alexandre Geniez                       | R 4ª                                   | 97                                    | Ivan Savitskiy                        | R 15ª                                 | 177                                  | Salvatore Puccio                     | 86º                                  |
| 18                                     | Quentin Jauregui                       | 90º                                    | 98                                    | Evgeny Shalunov                       | 123º                                  | 178                                  | Diego Rosa                           | 55º                                  |
| 19                                     | Matteo Montaguti                       | 51º                                    | 99                                    | Alexey Tsatevitch                     | 121º                                  | 179                                  | Geraint Thomas                       | NP 13ª                               |
| Director desportivo: Laurent Biondi    | Director desportivo: Laurent Biondi    | Director desportivo: Laurent Biondi    | Director desportivo: Paolo Rosola     | Director desportivo: Paolo Rosola     | Director desportivo: Paolo Rosola     | Director desportivo: Nicolas Portal  | Director desportivo: Nicolas Portal  | Director desportivo: Nicolas Portal  |
| Astana Pro Team                        | Astana Pro Team                        | Astana Pro Team                        | Lotto-Soudal                          | Lotto-Soudal                          | Lotto-Soudal                          | Team Sunweb                          | Team Sunweb                          | Team Sunweb                          |
| 21                                     | não alocado                            |                                        | 100                                   | André Greipel                         | NP 14ª                                | 181                                  | Tom Dumoulin                         | 1º                                   |
| 22                                     | Dario Cataldo                          | 14º                                    | 101                                   | Lars Bak                              | 118º                                  | 182                                  | Phil Bauhaus                         | R 17ª                                |
| 23                                     | Pello Bilbao                           | 66º                                    | 102                                   | Sean De Bie                           | R 16ª                                 | 183                                  | Simon Geschke                        | 54º                                  |
| 24                                     | Zhandos Bizhigitov                     | 160º                                   | 103                                   | Jasper De Buyst                       | R 18ª                                 | 184                                  | Chade De Buyst                       | 82º                                  |
| 25                                     | Jesper Hansen                          | 32º                                    | 104                                   | Bart De Clercq                        | R 15ª                                 | 185                                  | Wilco Kelderman                      | R 9ª                                 |
| 26                                     | Tanel Kangert                          | R 15ª                                  | 105                                   | Adam Hansen                           | 93º                                   | 186                                  | Sindre Skjøstad Lunke                | 120º                                 |
| 27                                     | Luis León Sánchez                      | 43º                                    | 106                                   | Moreno Hofland                        | 139º                                  | 187                                  | Georg Preidler                       | 71º                                  |
| 28                                     | Paolo Tiralongo                        | 83º                                    | 107                                   | Tomasz Marczynski                     | 47º                                   | 188                                  | Tom Stamsnijder                      | 154º                                 |
| 29                                     | Andrey Zeits                           | 63º                                    | 109                                   | Maxime Monfort                        | 13º                                   | 189                                  | Laurens ten Dam                      | 34º                                  |
| Director desportivo: Dimitri Fofonov   | Director desportivo: Dimitri Fofonov   | Director desportivo: Dimitri Fofonov   | Director desportivo: Marc Sergeant    | Director desportivo: Marc Sergeant    | Director desportivo: Marc Sergeant    | Director desportivo: Rudi Kemna      | Director desportivo: Rudi Kemna      | Director desportivo: Rudi Kemna      |
| Bardiani CSF                           | Bardiani CSF                           | Bardiani CSF                           | Movistar Team                         | Movistar Team                         | Movistar Team                         | Trek-Segafredo                       | Trek-Segafredo                       | Trek-Segafredo                       |
| 31                                     | Stefano Pirazzi                        | EX 1ª                                  | 111                                   | Nairo Quintana                        | 2º                                    | 191                                  | Bauke Mollema                        | 7º                                   |
| 32                                     | Vincenzo Albanese                      | NP 16ª                                 | 112                                   | Andrey Amador                         | 18º                                   | 192                                  | Eugenio Alafaci                      | 146º                                 |
| 33                                     | Simone Andreetta                       | 156º                                   | 113                                   | Winner Anacona                        | 25º                                   | 193                                  | Julien Bernard                       | 42º                                  |
| 34                                     | Enrico Barbin                          | 124º                                   | 114                                   | Daniele Bennati                       | R 16ª                                 | 194                                  | Laurent Didier                       | R 11ª                                |
| 35                                     | Nicola Boem                            | 152º                                   | 115                                   | Víctor de la Parte                    | 56º                                   | 195                                  | Jesús Hernández                      | 49º                                  |
| 36                                     | Giulio Ciccone                         | 95º                                    | 116                                   | José Herrada                          | 61º                                   | 196                                  | Giacomo Nizzolo                      | NP 11ª                               |
| 37                                     | Mirco Maestri                          | 143º                                   | 117                                   | Gorka Izagirre                        | 28º                                   | 197                                  | Mads Pedersen                        | 138º                                 |
| 38                                     | Lorenzo Rota                           | 151º                                   | 118                                   | José Joaquín Rojas                    | 50º                                   | 198                                  | Peter Stetina                        | 46º                                  |
| 39                                     | Nicola Ruffoni                         | EX 1ª                                  | 119                                   | Rory Sutherland                       | 108º                                  | 199                                  | Jasper Stuyven                       | 98º                                  |
| Director desportivo: Stefano Reverberi | Director desportivo: Stefano Reverberi | Director desportivo: Stefano Reverberi | Director desportivo: Eusebio Unzué    | Director desportivo: Eusebio Unzué    | Director desportivo: Eusebio Unzué    | Director desportivo: Alain Gallopin  | Director desportivo: Alain Gallopin  | Director desportivo: Alain Gallopin  |
| BMC Racing Team                        | BMC Racing Team                        | BMC Racing Team                        | Orica-Scott                           | Orica-Scott                           | Orica-Scott                           | UAE Team Emirates                    | UAE Team Emirates                    | UAE Team Emirates                    |
| 41                                     | Tejay Van Garderen                     | 20º                                    | 121                                   | Adam Yates                            | 9º                                    | 201                                  | Rui Costa                            | 27º                                  |
| 42                                     | Rohan Dennis                           | R 4ª                                   | 122                                   | Alexander Edmondson                   | NP 16ª                                | 202                                  | Valerio Conti                        | 68º                                  |
| 43                                     | Silvan Dillier                         | 67º                                    | 123                                   | Caleb Ewan                            | R 15ª                                 | 203                                  | Roberto Ferrari                      | 150º                                 |
| 44                                     | Ben Hermans                            | R 16ª                                  | 124                                   | Michael Hepburn                       | 122º                                  | 204                                  | Marco Marcato                        | 113º                                 |
| 45                                     | Manuel Quinziato                       | 133º                                   | 125                                   | Christopher Juul Jensen               | 109º                                  | 205                                  | Sacha Modolo                         | R 17ª                                |
| 46                                     | Joey Rosskopf                          | 70º                                    | 126                                   | Luka Mezgec                           | 107º                                  | 206                                  | Matej Mohorič                        | 135º                                 |
| 47                                     | Manuel Senni                           | 79º                                    | 127                                   | Rubén Plaza                           | 30º                                   | 207                                  | Edward Ravasi                        | 80º                                  |
| 48                                     | Dylan Teuns                            | 75º                                    | 128                                   | Svein Tuft                            | 142º                                  | 208                                  | Simone Petilli                       | 26º                                  |
| 49                                     | Francisco Ventoso                      | 94º                                    | 129                                   | Carlos Verona                         | 57º                                   | 209                                  | Jan Polanc                           | 11º                                  |
| Director desportivo: Allan Peiper      | Director desportivo: Allan Peiper      | Director desportivo: Allan Peiper      | Director desportivo: Matthew White    | Director desportivo: Matthew White    | Director desportivo: Matthew White    | Director desportivo: Mario Scirea    | Director desportivo: Mario Scirea    | Director desportivo: Mario Scirea    |
| Bora-Hansgrohe                         | Bora-Hansgrohe                         | Bora-Hansgrohe                         | Quick-Step Floors                     | Quick-Step Floors                     | Quick-Step Floors                     | Wilier Selle Italia                  | Wilier Selle Italia                  | Wilier Selle Italia                  |
| 51                                     | Jan Bárta                              | 127º                                   | 131                                   | Bob Jungels                           | 8º                                    | 211                                  | Filippo Pozzato                      | 104º                                 |
| 52                                     | Cessar Benedetti                       | 115º                                   | 132                                   | Eros Capecchi                         | 58º                                   | 212                                  | Julen Amezqueta                      | 99º                                  |
| 53                                     | Sam Bennett                            | 158º                                   | 133                                   | Laurens De Plus                       | 24º                                   | 213                                  | Matteo Busato                        | 84º                                  |
| 54                                     | Patrick Konrad                         | 16º                                    | 134                                   | Dries Devenyns                        | 89º                                   | 214                                  | Giuseppe Fonzi                       | 161º                                 |
| 55                                     | José Mendes                            | 48º                                    | 135                                   | Fernando Gaviria                      | 129º                                  | 215                                  | Ilia Koshevoy                        | 155º                                 |
| 56                                     | Gregor Mühlberger                      | 41º                                    | 136                                   | Iljo Keisse                           | 144º                                  | 216                                  | Jakub Mareczko                       | NP 14ª                               |
| 57                                     | Matteo Pelucchi                        | FTM 10ª                                | 137                                   | Davide Martinelli                     | 153º                                  | 217                                  | Daniel Felipe Martínez               | NP 17ª                               |
| 58                                     | Lukas Pöstlberger                      | 114º                                   | 138                                   | Maximiliano Richeze                   | 148º                                  | 218                                  | Cristian Rodríguez                   | 52º                                  |
| 59                                     | Rüdiger Selig                          | R 15ª                                  | 139                                   | Pieter Serry                          | 105º                                  | 219                                  | Eugert Zhupa                         | 140º                                 |
| Director desportivo: Enrico Poitschke  | Director desportivo: Enrico Poitschke  | Director desportivo: Enrico Poitschke  | Director desportivo: Wilfried Peeters | Director desportivo: Wilfried Peeters | Director desportivo: Wilfried Peeters | Director desportivo: Angelo Citracca | Director desportivo: Angelo Citracca | Director desportivo: Angelo Citracca |
| Cannondale-Drapac                      | Cannondale-Drapac                      | Cannondale-Drapac                      | Team Dimension Data                   | Team Dimension Data                   | Team Dimension Data                   |                                      |                                      |                                      |
| 61                                     | Pierre Rolland                         | 22º                                    | 141                                   | Nathan Haas                           | R 11ª                                 |                                      |                                      |                                      |
| 62                                     | Hugh Carthy                            | 92º                                    | 142                                   | Igor Antón                            | 62º                                   |                                      |                                      |                                      |
| 63                                     | Joe Dombrowski                         | 89º                                    | 143                                   | Natnael Berhane                       | 59º                                   |                                      |                                      |                                      |
| 64                                     | Davide Formolo                         | 10º                                    | 144                                   | Omar Fraile                           | 65º                                   |                                      |                                      |                                      |
| 65                                     | Alex Howes                             | 136º                                   | 145                                   | Ryan Gibbons                          | NP 16ª                                |                                      |                                      |                                      |
| 66                                     | Kristjan Koren                         | 128º                                   | 146                                   | Jacques Janse Van Rensburg            | 36º                                   |                                      |                                      |                                      |
| 67                                     | Tom-Jelte Slagter                      | 77º                                    | 147                                   | Kristian Sbaragli                     | 101º                                  |                                      |                                      |                                      |
| 68                                     | Davide Villella                        | 72º                                    | 148                                   | Daniel Teklehaimanot                  | 111º                                  |                                      |                                      |                                      |
| 69                                     | Michael Woods                          | 38º                                    | 149                                   | Johann Van Zyl                        | 149º                                  |                                      |                                      |                                      |
| Director desportivo: Charles Wegelius  | Director desportivo: Charles Wegelius  | Director desportivo: Charles Wegelius  | Director desportivo: Roger Hammond    | Director desportivo: Roger Hammond    | Director desportivo: Roger Hammond    |                                      |                                      |                                      |
| CCC Sprandi Polkowice                  | CCC Sprandi Polkowice                  | CCC Sprandi Polkowice                  | Team Katusha-Alpecin                  | Team Katusha-Alpecin                  | Team Katusha-Alpecin                  |                                      |                                      |                                      |
| 71                                     | Jan Hirt                               | 12º                                    | 151                                   | Ilnur Zakarin                         | 5º                                    |                                      |                                      |                                      |
| 72                                     | Marcin Białobłocki                     | 159º                                   | 152                                   | Maxim Belkov                          | 125º                                  |                                      |                                      |                                      |
| 73                                     | Felix Großschartner                    | 78º                                    | 153                                   | José Gonçalves                        | 60º                                   |                                      |                                      |                                      |
| 74                                     | Łukasz Owsian                          | 88º                                    | 154                                   | Robert Kiserlovski                    | 31º                                   |                                      |                                      |                                      |
| 75                                     | Maciej Paterski                        | 137º                                   | 155                                   | Pavel Kochetkov                       | R 4ª                                  |                                      |                                      |                                      |
| 76                                     | Simone Ponzi                           | 126º                                   | 156                                   | Viacheslav Kuznetsov                  | 132º                                  |                                      |                                      |                                      |
| 77                                     | Branislau Samoilau                     | 112º                                   | 157                                   | Alberto Losada                        | 147º                                  |                                      |                                      |                                      |
| 78                                     | Michal Schlegel                        | 45º                                    | 158                                   | Matvei Mamykin                        | 87º                                   |                                      |                                      |                                      |
| 79                                     | Jan Tratnik                            | 106º                                   | 159                                   | Ángel Vicioso                         | NP 21ª                                |                                      |                                      |                                      |
| Director desportivo: Piotr Wadecki     | Director desportivo: Piotr Wadecki     | Director desportivo: Piotr Wadecki     | Director desportivo: José Azevedo     | Director desportivo: José Azevedo     | Director desportivo: José Azevedo     |                                      |                                      |                                      |

## Legenda
| Legenda      | Legenda | Legenda        | Legenda                                                                                           |
| ------------ | --- | -------------- | ------------------------------------------------------------------------------------------------- |
| Dorsal       | Dorsal de saída do ciclista | Posição        | Posição final na classificação geral                                                              |
| Maiglia rosa | Indica o vencedor da classificação geral                                                                                       | Maglia azzurra | Indica o vencedor da classificação da montanha                                                    |
| Maglia rossa | Indica o ganhador da classificação por pontos                                                                                  | Maglia bianca  | Indica o ganhador da classificação dos jovens                                                     |
| NP           | Indica um ciclista que não tem tomado a saída numa etapa, seguido do número de etapa na que não tomou a saída                  | AB             | Indica um ciclista que não tem finalizado uma etapa, seguido do número de etapa em que se retirou |
| FC           | Indica um ciclista que tem finalizado uma etapa fora de controle, seguido do número de etapa na que ocorreu dita circunstância | EX             | Corredor excluído por não respeitar o regulamento                                                 |